# Geografie Chorvatska
Tento článek popisuje zeměpisné poměry v Chorvatsku.

## Poloha a rozloha

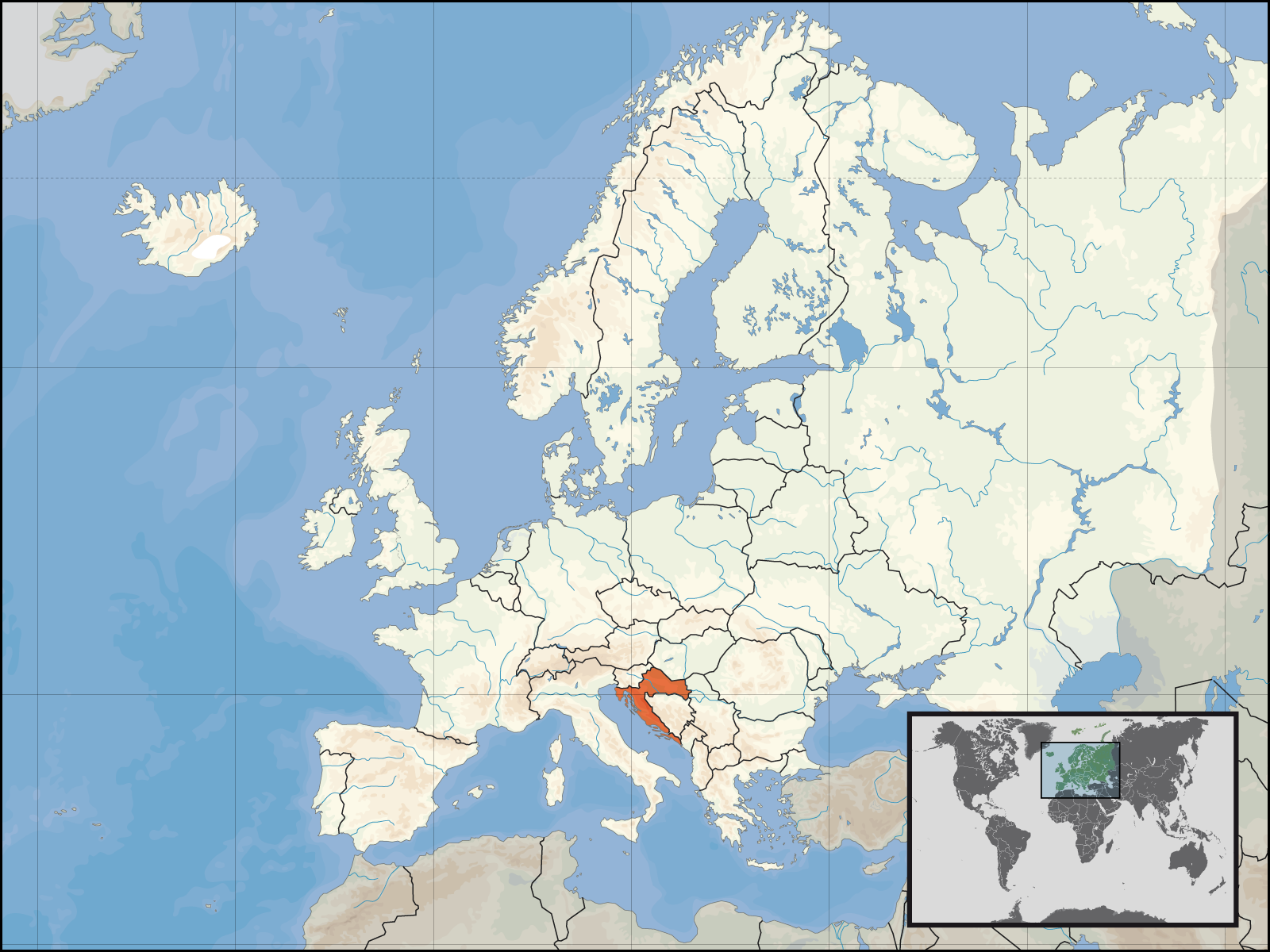
Poloha země v Evropě

Chorvatsko je přímořský stát, nacházející se na západním Balkáně, na rozhraní střední a jižní Evropy. Má tvar písmene „C“, obepínajícího sousední Bosnu a Hercegovinu. Rozprostírá se v severojižním směru od nížin Panonské pánve přes Dinárské hory až po Jaderské moře (největší vzdálenost je 490 km) a v západovýchodním směru od Istrie po Dunaj (největší vzdálenost je 464 km). K Chorvatsku náleží i 1185 ostrovů v Jaderském moři s celkovou rozlohou 3300 km².
 Chorvatsko tvoří historické oblasti: Slavonie ve východní části, Centrální Chorvatsko s hlavním městem Záhřebem, Istrie v západní části a pobřežní Dalmácie.

### Státní hranice
Chorvatsko má společné hranice se šesti státy: na severozápadě se Slovinskem, na severovýchodě s Maďarskem, na východě se Srbskem a Bosnou a Hercegovinou a na jihovýchodě s Černou Horou. S Itálií má země námořní hranici v Jaderském moři. Celková délka hranic je 2028 kilometrů, přičemž jejich velkou část tvoří řeky (Mura, Dráva, Una, Sáva, Dunaj a jiné) a horské hřebeny. Délka pobřeží pevniny je vzhledem k velké členitosti až 1777 km a pobřeží ostrovů dosahuje dalších 4058 km.
Hranice
- Bosna a Hercegovina: 932 km
- Slovinsko: 501 km[pozn. 1]
- Maďarsko: 329 km
- Srbsko: 241 km
- Černá Hora: 25 km

### Rozloha
Rozloha Chorvatska představuje 54 542 km², což zemi řadí na 23. místo v Evropě a 123. místo ve světě. Rozlohou podobná je sousední Bosna a Hercegovina. K celkové rozloze země náleží i 31 067 km² vod Jaderského moře a 1185 ostrovů s celkovou rozlohou 3300 km². Z tohoto počtu je 718 ostrovů v konvenčním smyslu, 389 útesů a 78 útesů. Ze 66 obydlených ostrovů je největší a zároveň nejlidnatější Krk (405,7 km² a asi 18 000 obyvatel), nepatrně menší je Cres (405,2 km² a asi 3200 obyvatel). Třetí je ostrov Brač (394,5 km² a asi 14 000 obyvatel).

### Krajní body
| Krajní body Chorvatska                                                             | Krajní body Chorvatska | Krajní body Chorvatska | Krajní body Chorvatska       | Krajní body Chorvatska                      |
| Bod                                                                                | Název                  | Poloha                 | Region                       | Mapa                                        |
| ---------------------------------------------------------------------------------- | ---------------------- | ---------------------- | ---------------------------- | ------------------------------------------- |
| Nejsevernější bod                                                                  | Žabnik                 | Sveti Martin na Muri   | Mezimuřská župa              | 46°33′18″ s. š., 16°22′7″ v. d.             |
| Nejjižnější bod *                                                                  | Galijula               | souostroví Palagruža   | Splitsko-dalmatská župa      | 42°23′11″ s. š., 16°16′19″ v. d.            |
| Nejjižnější bod *                                                                  | Mys Oštra              | poloostrov Prevlaka    | Dubrovnicko-neretvanská župa | 42°23′34″ s. š., 18°31′59″ v. d.            |
| Nejvýchodnější bod                                                                 | Rađevac                | Ilok                   | Vukovarsko-sremská župa      | 45°11′44″ s. š., 19°26′52″ v. d.            |
| Nejzápadnější bod                                                                  | Mys Lako               | Umag                   | Istrie                       | 45°29′13″ s. š., 13°29′23″ v. d.            |
| Nejvyšší bod                                                                       | Sinjal                 | Dinara                 | Šibenicko-kninské župa       | 1831 m n. m. 44°3′49″ s. š., 16°23′5″ v. d. |
| Nejnižší bod                                                                       | Jaderské moře          | Středozemní moře       | –                            | 0 m n. m. 43° s. š., 15° v. d.              |
| * Mys Oštra je nejjižnější bod pevninské části, Galijula je nejjižnější bod území. |                        |                        |                              |                                             |

Úhlovou vzdálenost 5°57' mezi nejvýchodnějším a nejzápadnějším bodem urazí Slunce při své zdánlivé pouti kolem Země za 24 minut.

## Povrch

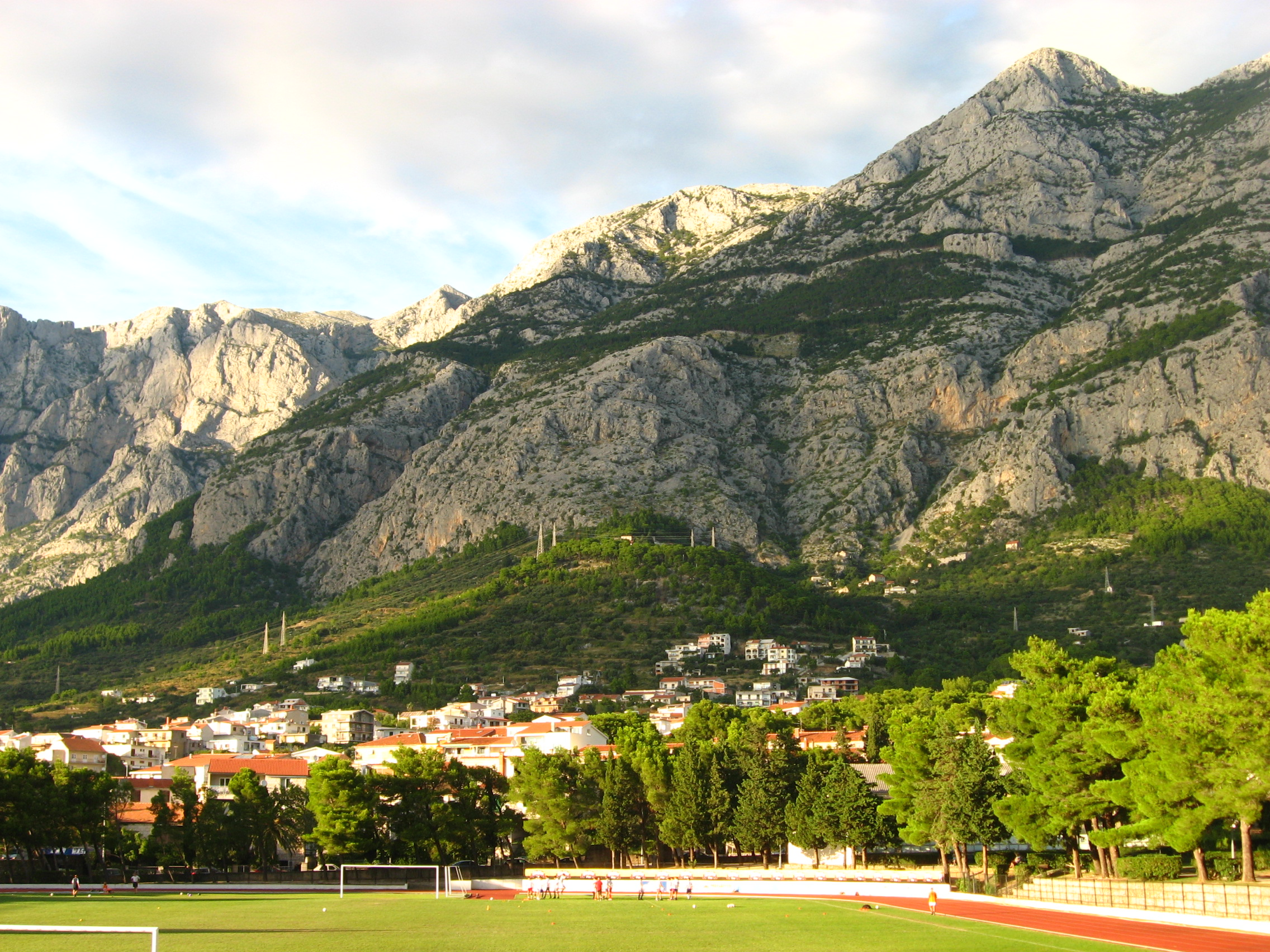
Scenérie Biokova u Makarské

Geograficky se Chorvatsko rozkládá na velmi rozmanité části západního Balkánu. Jako jediná země této oblasti má dostatek úrodných nížin (54 % rozlohy do 200 m n. m.), rozsáhlá horská pásma i mořské pobřeží se stovkami ostrovů. V severní části je jen málo zvlněný terén Panonské nížiny s rozsáhlými říčními nivami Mury, Drávy, Sávy a Dunaje. V západní a centrální části se nachází rozsáhlé pahorkatiny, přecházející do vrchovin a hornatiny Dinárské soustavy. Pobřeží Jaderského moře je většinou skalnaté a členité s množstvím menších zálivů, které z velké části lemuje pásmo ostrovů. Nejnižším bodem země je hladina moře, ale nížiny Slavonie klesají až k úrovni 80 m n. m. Nejvyšším vrcholem je Sinjal v pohoří Dinara, na hranici s Bosnou a Hercegovinou, dosahuje nadmořské výšky 1831 metrů.

### Planiny
Výrazným krajinotvorných prvkem ve střední a jižní části jsou tzv. planiny, patřící mezi hornatiny. Výrazně skalnatá oblast vápencových pohoří tvoří hranici kontinentální a středomořské oblasti, která se projevuje na klimatu i vegetaci. Podloží, většinou chudé na dostatečně výživnou půdu, zamezilo v mnoha oblastech rozšíření lesa, který nahradil křovinatý porost s malým výskytem mohutnějších dřevin. Díky vápencům se v oblasti vytvořilo množství jeskyní, propastí, závrtů a dalších krasových jevů, ale také hlubokých údolí a roklí.
Nejvyšší jsou pohoří

- Dinara (Sinjal 1831 m n. m.)

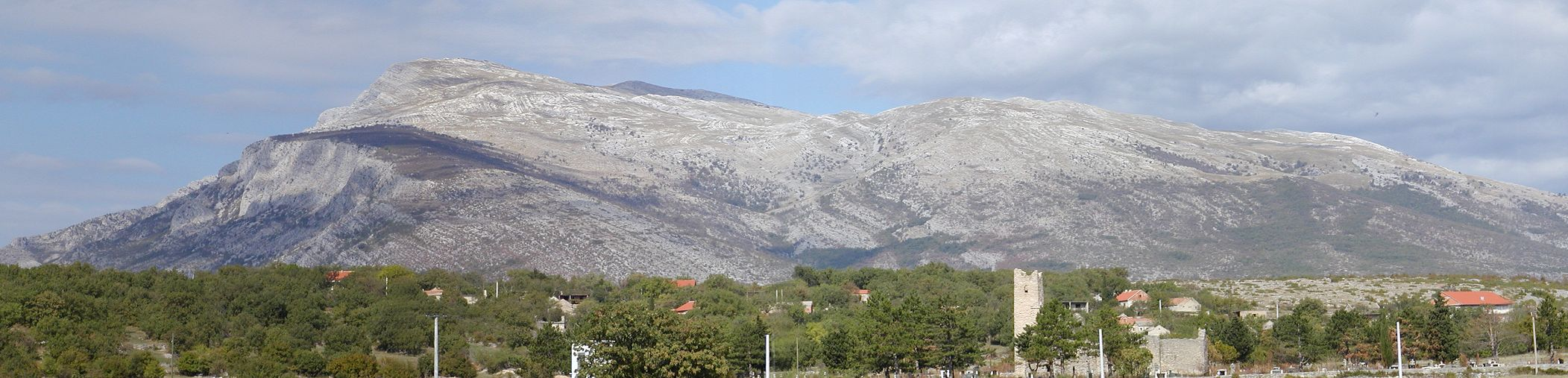
Masiv Sinjalu, nejvyšší hory Chorvatska

- Kamešnica (Kamešnica 1810 m n. m.)
- Biokovo (Sveti Jure 1762 m n. m.)
- Velebit (Vaganski vrh 1758 m n. m.)
- Lička Plješivica (Ozeblin 1657 m n. m.)
- Risnjak (Veliki Risnjak 1528 m n. m.)

### Nížiny
Území severovýchodní části pokrývá rozsáhlá nížina Panonské pánve s úrodnou půdou. Nivy velkých řek jsou částečně pokryty lužním lesem, ale velká část půdy je obhospodařována. Kromě tradičního pěstování obilovin, kukuřice a slunečnice se jak na řekách, tak mořském pobřeží, zachoval rybolov a stavba lodí.

### Ostrovy

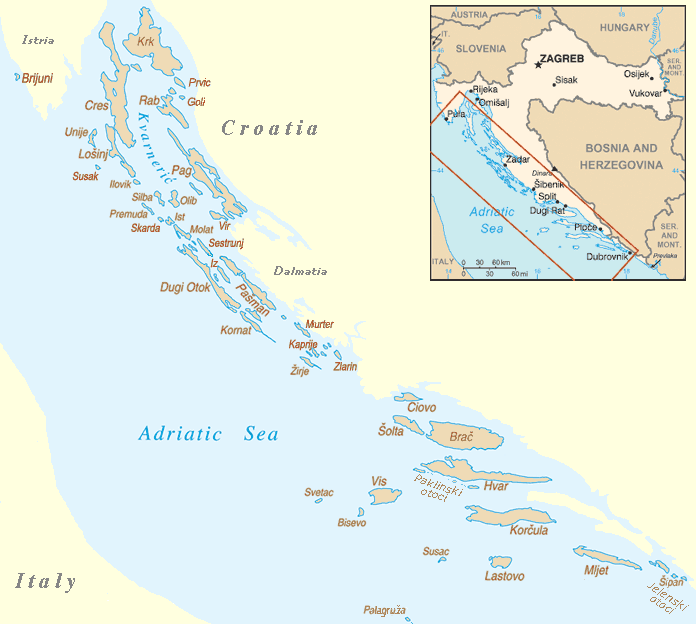
Mapa chorvatských ostrovů

Jihozápadní hranici země tvoří pobřeží Jaderského moře, které má délku téměř 800 a průměrnou šířku 170 km. Z jeho celkové rozlohy 138 595 km² připadá Chorvatsku 31 067 km², které zahrnuje i 1185 z celkových 1233 jadranských ostrovů, z toho je 66 obydleno. Moře je poměrně mělké, proto se v letním období rychle ohřívá a nad jeho hladinu vystupuje množství útesů. Ostrovy lemují pobřeží, čímž vytvářejí průlivy a zároveň chrání pobřežní osady a města před silnějším příbojem. Jihozápadně situované ostrovní osady jsou tak častěji vystaveny vlnám a příboji, které se mezi ostrovy projevují v menší míře. Dalmácie i Istrie patří mezi tradiční rybářské oblasti, přičemž rybolov je vedle cestovního ruchu a v malé míře i zemědělství, hlavním zdrojem obživy.
Pobřežní pláže s oblázkovým pobřežím a čistou vodou poskytují ideální podmínky pro rozvoj letní turistiky. Letoviska na pobřeží i ostrovech přilákají každoročně miliony rekreantů. Kromě Makarské, Omišské a Šibenické riviéry jsou turistickými klenoty i vybrané ostrovy, Istrie a okolí Dubrovníku. Stále rozšířenější je jachtařství a potápění v okolí ostrovů. Teplota Jaderského moře je 22 až 25 °C v létě (v mělkých zátokách až do 30 °C) a 5 až 15 °C v zimě. Moře je bohaté na flóru a faunu, což potvrzují četné druhy ryb, savců, měkkýšů, planktonu, řas, korýšů, hub a mnoho dalších druhů.
Největšími ostrovy jsou

- Cres (405,78 km²)
- Krk (405,2 km²)
- Brač (394,57 km²)
- Hvar (299,66 km²)
- Pag (284,56 km²)
- Korčula (276,03 km²)

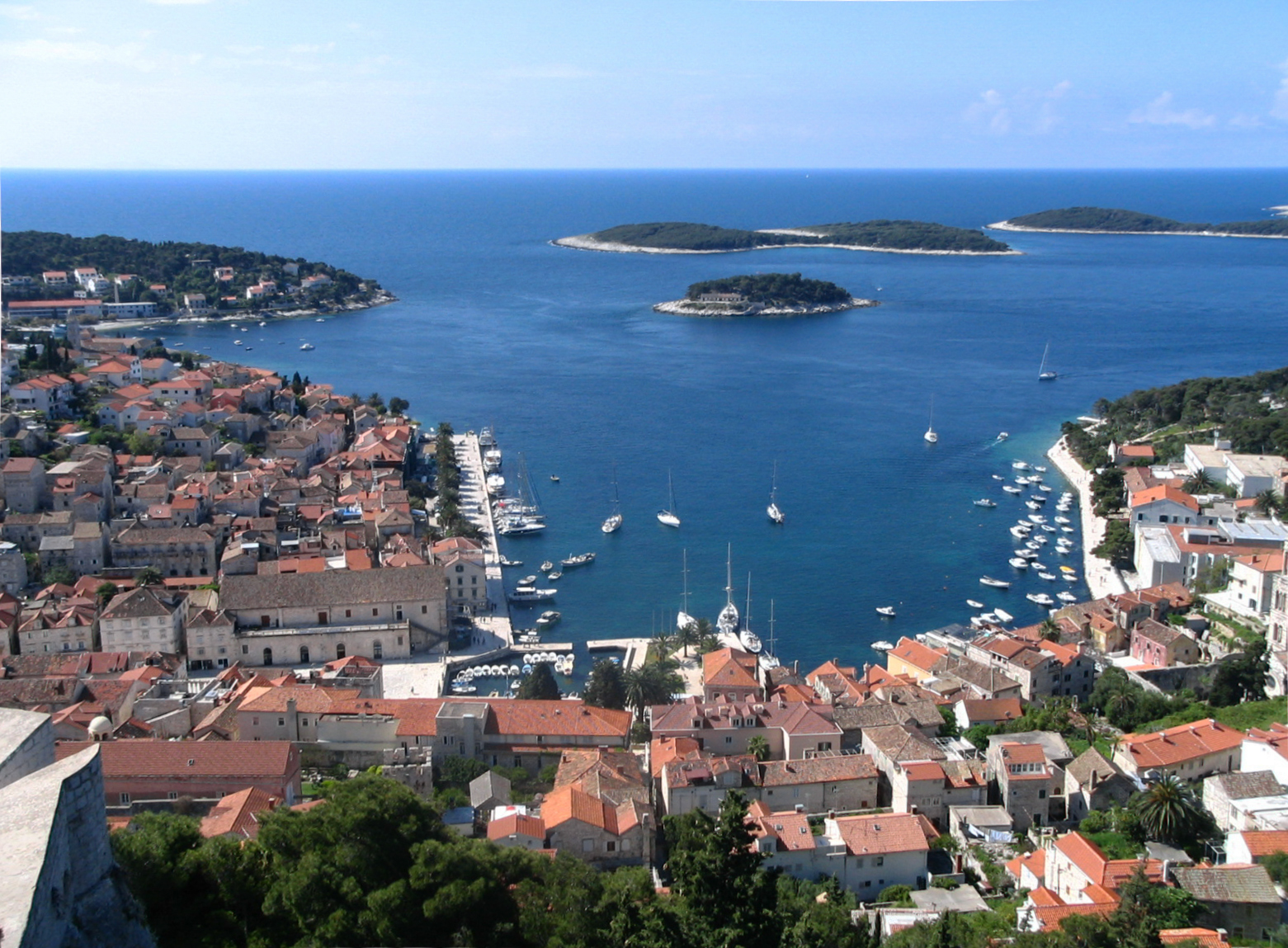
Ostrov Hvar

Nejdelší pobřeží mají ostrovy Pag (269,2 km), Hvar (254,2 km) a Cres (247,7 km).

### Ochrana přírody

Národní parky v Chorvatsku: 1 - Brijuni, 2 - Kornati, 3 - Krka, 4 - Mljet, 5 - Paklenica, 6 - Plitvická jezera, 7 - Risnjak, 8 - Severní Velebit

Velká rozmanitost povrchu, flóry a fauny Chorvatska vedla k ochraně jedinečných oblasti přírody. V zemi se nachází osm národních parků, které mají celkovou rozlohu 994 km², což představuje 1,8 % rozlohy země. Největší a nejznámější je Národní park Plitvická jezera (295 km²), který je spolu s NP Paklenica i nejstarším (od roku 1949) národním parkem Chorvatska.
Chorvatské národní parky

- Risnjak
- Brijuni
- Národní park Plitvická jezera
- Severní Velebit
- Národní park Paklenica
- Národní park Krka
- Národní park Kornati
- Národní park Mljet

Neméně přitažlivé a biotopově bohaté jsou přírodní parky, které doplňují síť národních parků. Jde o horské i nížinné oblasti, jen málo zasažené lidskou činností. Patří sem přírodní parky Biokovo, Kopački rit, Lonjsko polje, Medvednica, Papuk, Telašćica, Velebit, Vransko jezero, Učka, Žumberak – Samoborsko gorje, Lastovsko otočje.

## Podnebí

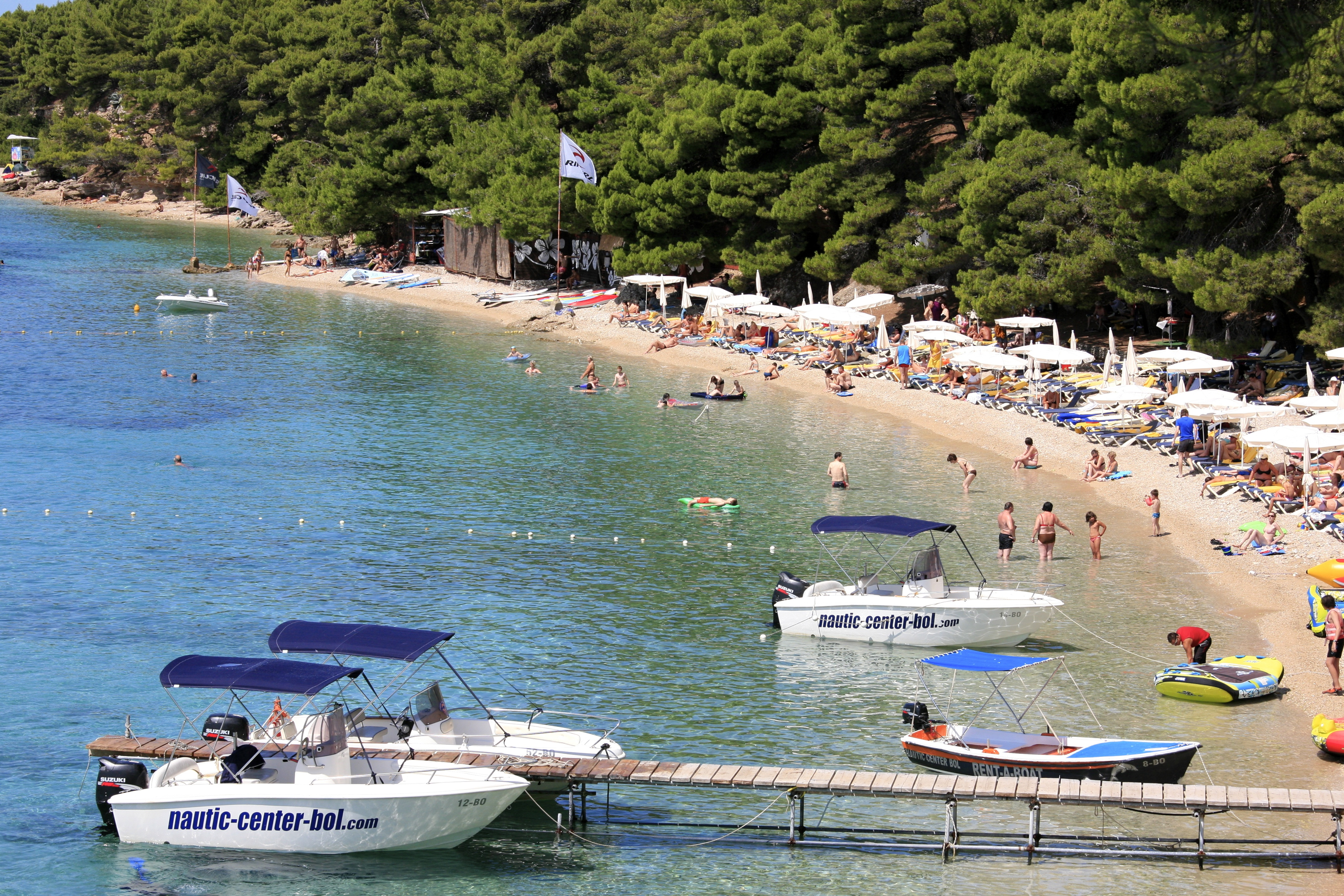
Ostrovy mají nejstabilnější počasí

Poloha Chorvatska v jižní části centrální Evropy ho řadí do mírného klimatického pásma. Mírné kontinentální klima se projevuje nejvíce v severní polovině, v západní a střední části podnebí částečně ovlivňují Alpy a Dináry. Úzký pás pobřeží s jadranskými ostrovy už patří pod středomořské subtropické pásmo s délkou slunečního svitu přesahující 2600 hodin.

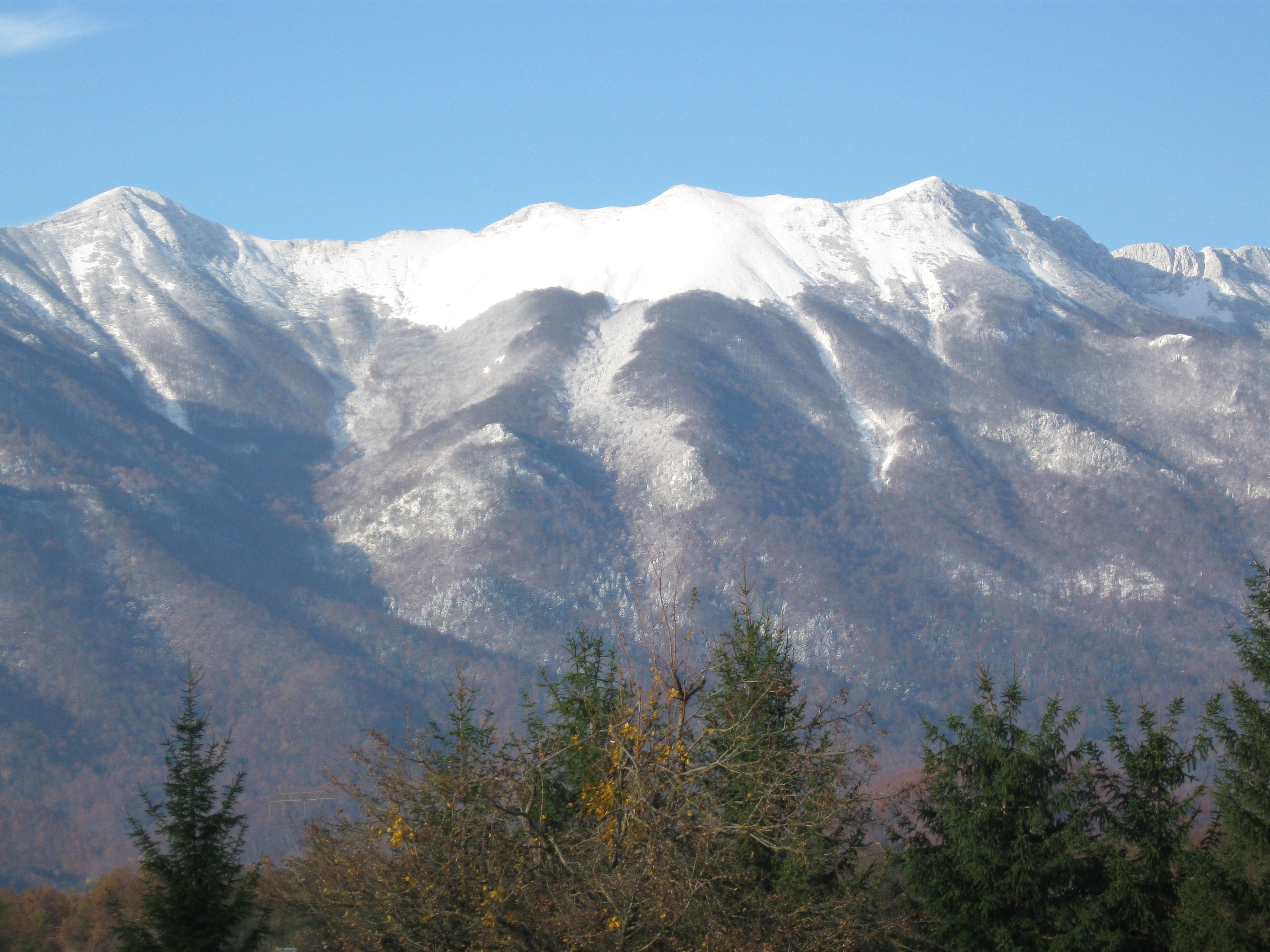
Vrcholy hor mají výrazně horské podnebí (Velebit)

Chorvatsko se skládá ze tří základních přírodních jednotek, které se vzájemně doplňují

- Nížinná nebo Panonská přírodní oblast (zahrnující 55 % území a 66 % obyvatelstva)
- Pobřežní nebo přírodní oblast Jadranu (zahrnující 31 % území a 31 % obyvatelstva)
- Horská nebo Dinárská přírodní oblast (zahrnující 14 % území a 3 % populace)

Srážek je nejvíce v horských oblastech, nejméně v jižní Dalmácii a Slavonii, s maximy v zimních měsících. Pravidelné střídání čtyř ročních období zajišťuje vhodné podmínky bez výraznějších teplotních extrémů. Na podzim a v zimě se vytvářejí cyklóny, přinášející do oblasti vlhké a nestabilní počasí, zatímco v letních měsících zde panuje ustálené slunečné počasí. Vliv Alp se projevuje zejména na Istrii, kde bývá srážek více i v letním období.
Průměrné roční teploty vzduchu se výrazně liší v závislosti na části země; mírnému podnebí s mírnými zimami a nepříliš horkými léty odpovídají roční průměry v zimě od -2 °C ve vnitrozemí, po + 5 °C na pobřeží a v létě od 15 °C v horských oblastech po 24 °C na pobřeží a ostrovech.
| Klimatická charakteristika vybraných míst | Klimatická charakteristika vybraných míst | Klimatická charakteristika vybraných míst | Klimatická charakteristika vybraných míst | Klimatická charakteristika vybraných míst | Klimatická charakteristika vybraných míst | Klimatická charakteristika vybraných míst | Klimatická charakteristika vybraných míst | Klimatická charakteristika vybraných míst | Klimatická charakteristika vybraných míst | Klimatická charakteristika vybraných míst |
| Město                                     | Průměrná denní teplota                    | Průměrná denní teplota                    | Průměrný úhrn srážek                      | Průměrný úhrn srážek                      | Průměrný úhrn srážek                      | Průměrný úhrn srážek                      | Průměrný úhrn srážek                      | Průměrný úhrn srážek                      |                                           |                                           |
| Město                                     | Leden                                     | Červenec                                  | Leden                                     | Leden                                     | Červenec                                  | Červenec                                  |                                           |                                           |                                           |                                           |
| Město                                     | °C                                        | °C                                        | Mm                                        | Dní                                       | Mm                                        | Dní                                       |                                           |                                           |                                           |                                           |
| ----------------------------------------- | ----------------------------------------- | ----------------------------------------- | ----------------------------------------- | ----------------------------------------- | ----------------------------------------- | ----------------------------------------- | ----------------------------------------- | ----------------------------------------- | ----------------------------------------- | ----------------------------------------- |
| Dubrovník                                 | 12,2                                      | 28,3                                      | 95,2                                      | 11,2                                      | 24,1                                      | 4,4                                       |                                           |                                           |                                           |                                           |
| Osijek                                    | 2,6                                       | 28,0                                      | 45,5                                      | 12,2                                      | 60,8                                      | 10,2                                      |                                           |                                           |                                           |                                           |
| Rijeka                                    | 8,7                                       | 27,7                                      | 134,9                                     | 11,0                                      | 82,0                                      | 9,1                                       |                                           |                                           |                                           |                                           |
| Split                                     | 10,2                                      | 29,8                                      | 77,9                                      | 11,1                                      | 27,6                                      | 5,6                                       |                                           |                                           |                                           |                                           |
| Záhřeb                                    | 3,1                                       | 26,7                                      | 48,6                                      | 10,8                                      | 81,0                                      | 10,9                                      |                                           |                                           |                                           |                                           |
| Zdroj: World Meteorological Organization  |                                           |                                           |                                           |                                           |                                           |                                           |                                           |                                           |                                           |                                           |

### Rostlinstvo

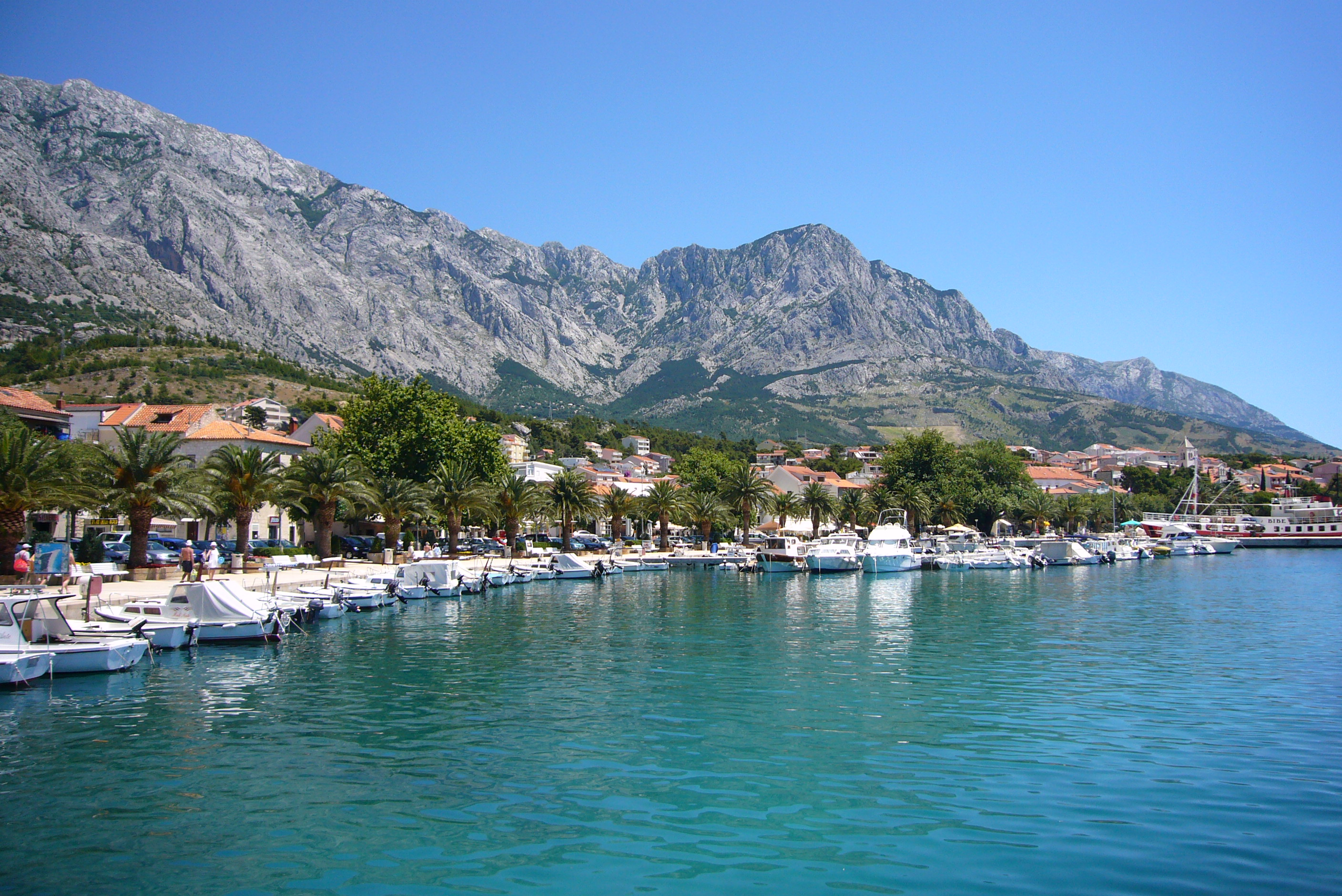
Středomořská vegetace v okolí Baška Vody

V současnosti jsou lesy na 36 % území země, především v západní a centrální části. Nížiny s nadmořskou výškou mezi 100 až 200 m, nacházející se v povodí řek Sáva a Dráva, tvoří tzv. stepní pásmo. Toto území je díky rozsáhlým oblastem černozemě intenzivně zemědělsky využíváno a typickými zástupci původní flóry jsou různé druhy bylin. Z původních lesostepí se zachovaly řídké porosty topolů, dubů a jasanů, na které v podmáčených oblastech navazují lužní lesy s převahou vrb, olší a topolů. Záplavové území tvoří bažiny s ideálními podmínkami pro život vodních rostlin i živočichů. V sušších oblastech pahorkatin a vrchovin Slavonie jsou typické doubravy s příměsí jasanu, lípy a javoru. Ve vyšších polohách středního Chorvatska navazují bukové a borové lesy s příměsí smrku a jedle.
Husté lesy Dalmácie padly ve středověku za oběť loďařskému průmyslu, který kácením mohutných dubů způsobil půdní erozi a vznik neúrodných skalnatých plání s typicky červenou půdou. Rostlinstvo pobřežní části je středomořské a specifická vegetace vystupuje až do výšky přibližně 350 m n. m. Charakteristické jsou celoročně zelené keře a nízké stromy, zastoupené například jalovcem, planikou, myrtou, vavřínem či kaktusy. Na severu se vyskytují i listnaté opadavé stromy, směrem na jih se prosazují typicky subtropické okrasné druhy jako palmy, agáve, oleandry, cypřiše, fíkovníky, akácie, pomerančovníky, citrusovníky a olivovníky.

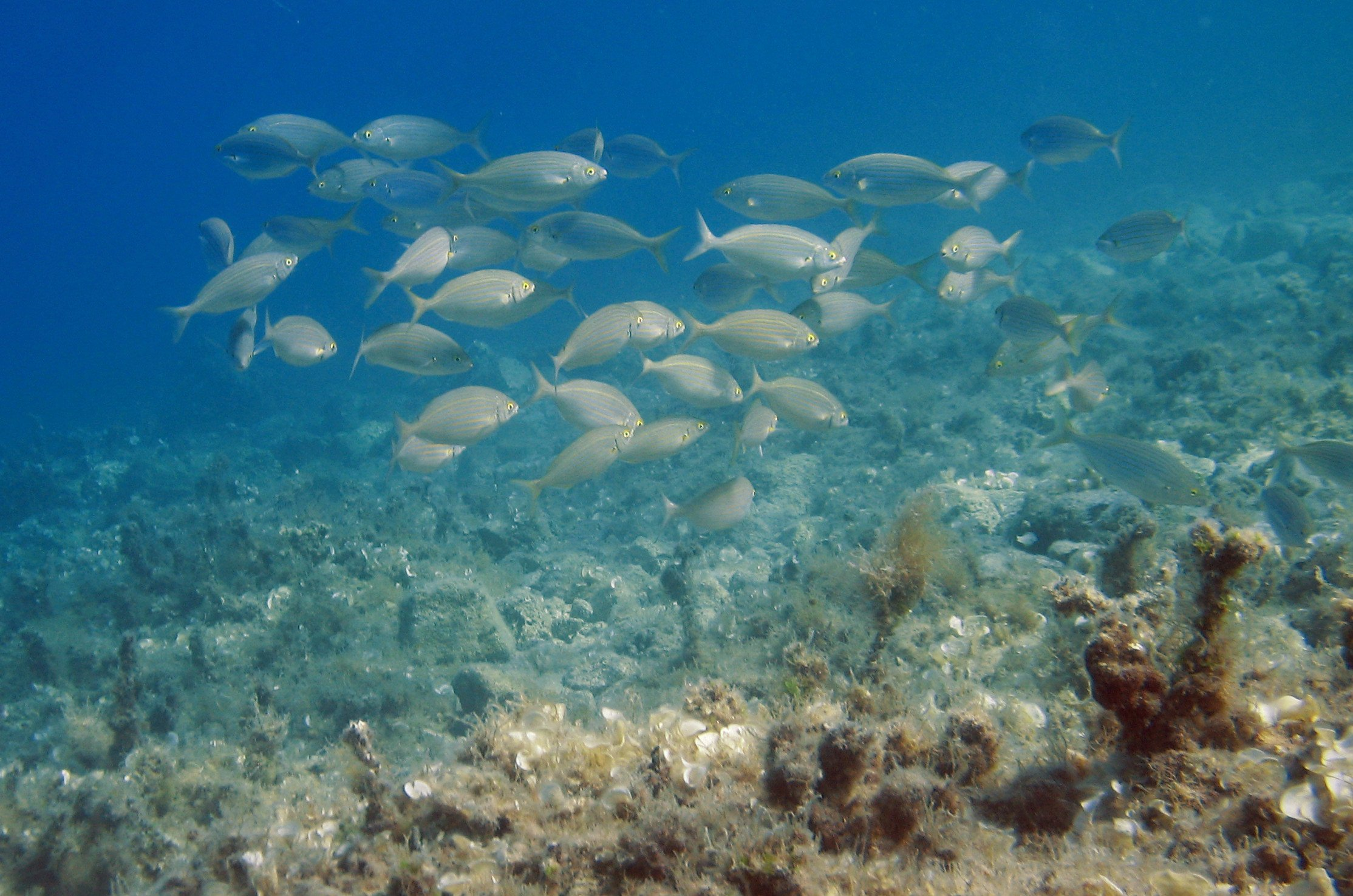
Podmořský život v Jadranu

### Živočišstvo
Málo průmyslově znečištěné prostředí Chorvatska se vyznačuje hojností živočichů a rostlin i mimo chráněné oblasti. Různorodé flóře však nesekunduje stejně bohatá fauna; omezený je počet druhů savců, o něco bohatší je zastoupení ptactva. Z velkých šelem se pouze v hlubokých lesích zachoval rys, vlk a medvěd, z ptactva jsou v okolí lužních lesů velkých řek kromě běžných druhů zastoupeny vodomilné druhy a jedinečný je výskyt supa bělohlavého na ostrově Cres. Pobřežní vody Jaderského moře jsou bohaté na stovky druhů ryb, hlavonožců, raků a mlžů.

## Vodstvo

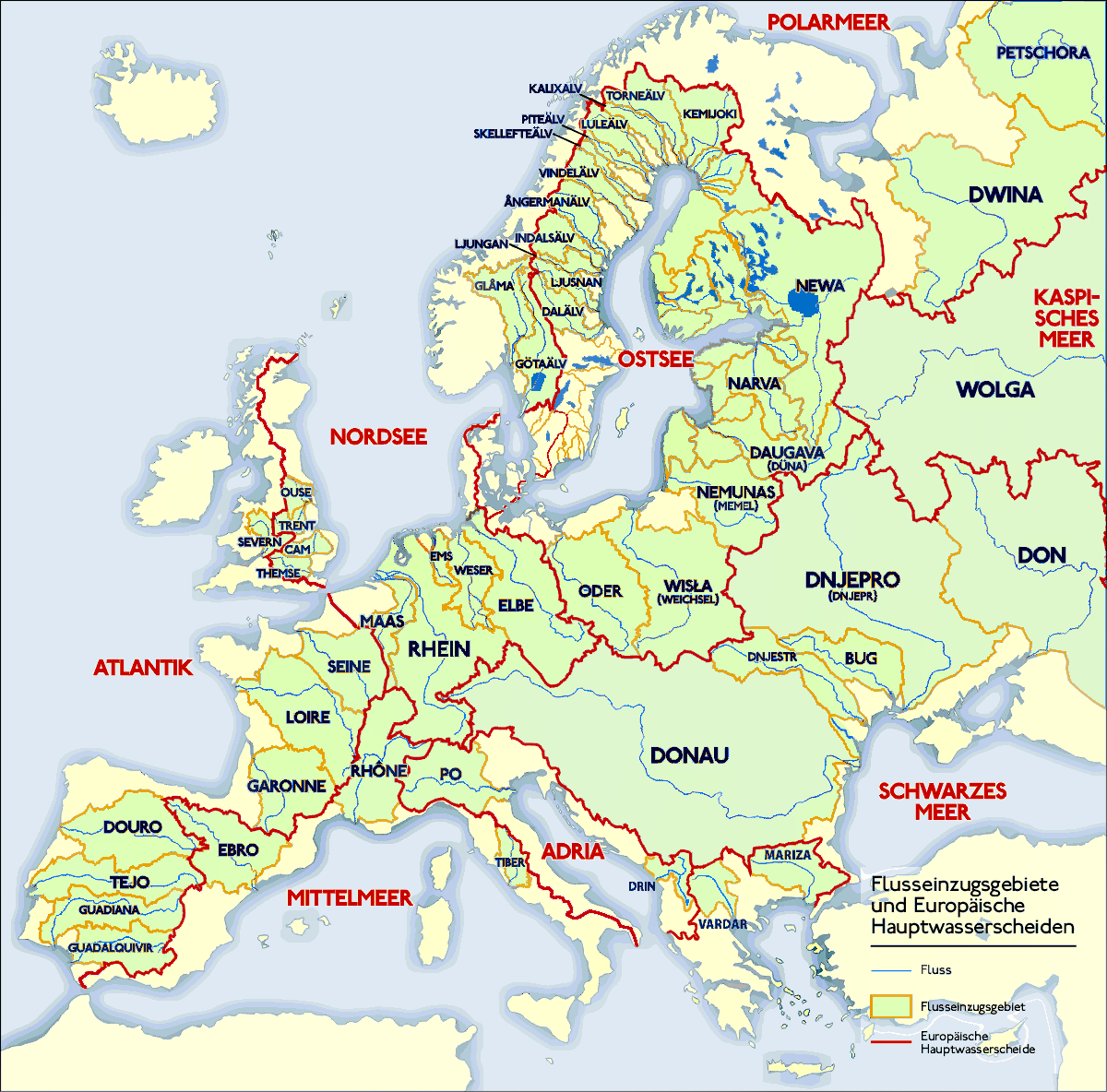
Mapka hlavních evropských povodí

Tvar ve spojitosti s polohou území předurčuje Chorvatsko jako pramennou oblast řek. Jejich průtoky mají sněhově – dešťový režim s maximy v březnu a dubnu, během tání sněhu v horách a krátkodobě během letních a podzimních bouří a dlouhodobějších dešťů. Odlišný vodní režim má Dunaj, který je nejvodnatější v létě, kdy taje led a sníh z vyšších poloh Alp. Tyto faktory částečně ovlivňují i vodní režim Drávy a jejího přítoku Mura, jejichž velká část povodí leží na území Rakouska. Řeky patří k úmoří Černého a Jaderského moře, přičemž rozvodnice prochází hřebenem hor. Až ze 62 % území odvádějí řeky vodu do povodí Dunaje a jen z 38 % putuje voda kratší cestou do blízkého Jadranu.

### Řeky
Říčního systému dominují povodí Drávy a Sávy, které přibírají vodu všech řek černomořského úmoří. Obě mohutné řeky tečou nížinami v severní části západovýchodní směrem k evropskému veletoku Dunaj, přičemž svým řečištěm vytvářejí na několika úsecích státní hranici. Do Jadranu směřují kratší řeky z Istrie a pobřežního pásma, mezi nimiž vynikají Neretva (přitékající z centrální Bosny a Hercegoviny), Cetina a Krka. Na několika řekách jsou postaveny vodní elektrárny a mohutnější toky se využívají i k vodní dopravě. Meandrující vodní toky, obklopené lužními lesy, jsou domovem bohatých stanovišť, živených jarními záplavami. Jedinečné postavení mají podzemní řeky krasových oblastí, jako jsou Pazinčica, Lika, Gacka a Krbava.
Deset nejdelších řek v Chorvatsku

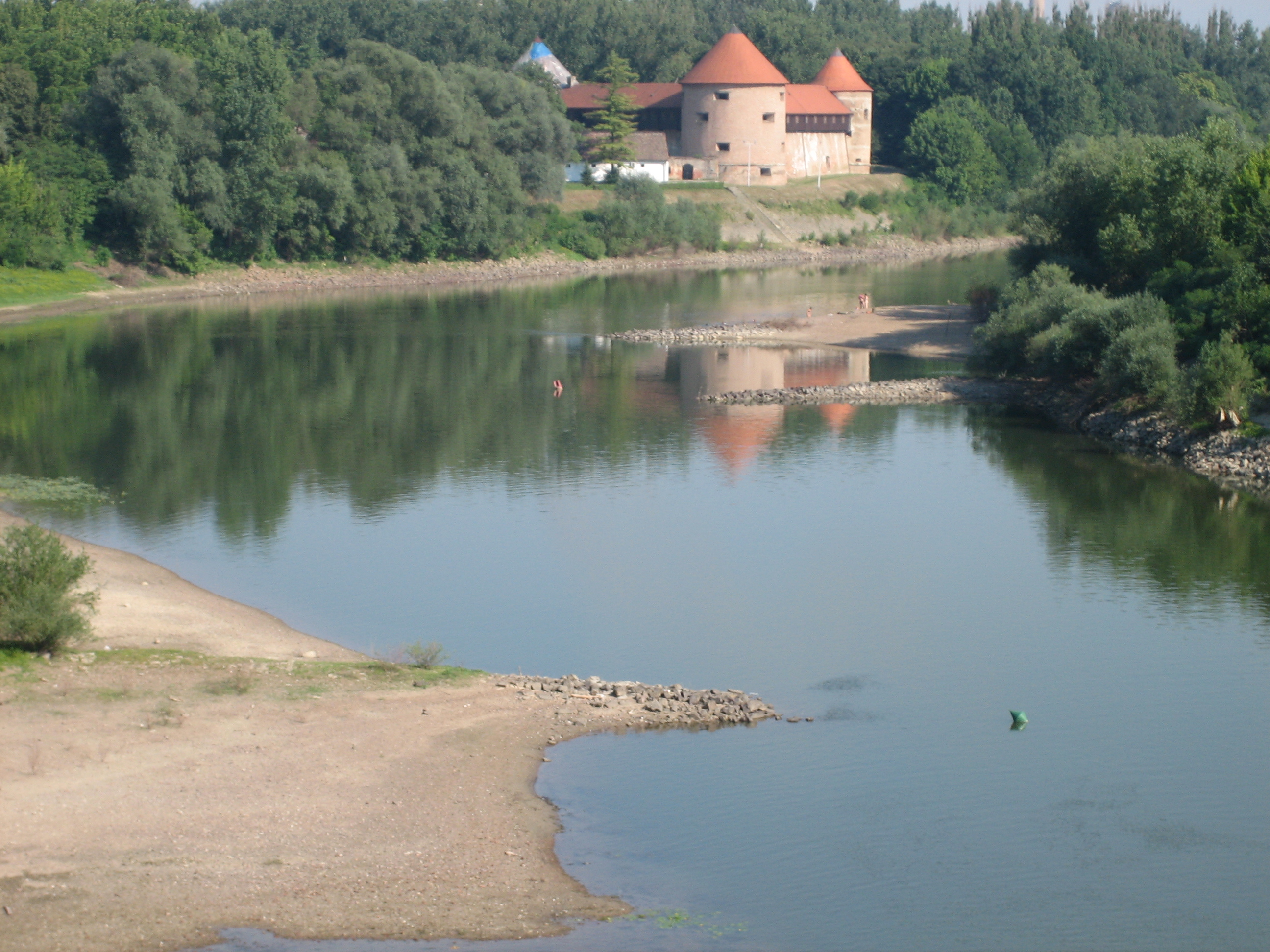
Kupa v Sisaku

- Dunaj (celkem 2857 km; 188 km v Chorvatsku)
- Sáva (celkem 945 km, 562 km v Chorvatsku)
- Dráva (celkem 707 km, 505 km v Chorvatsku)
- Mura (celkem 438 km, 53 km v Chorvatsku)
- Kupa (296 km)
- Neretva (celkem 225 km, 20 km v Chorvatsku)
- Una (212 km, v Chorvatsku 120 km)
- Bosut (celkem 186 km, 151 km v Chorvatsku)

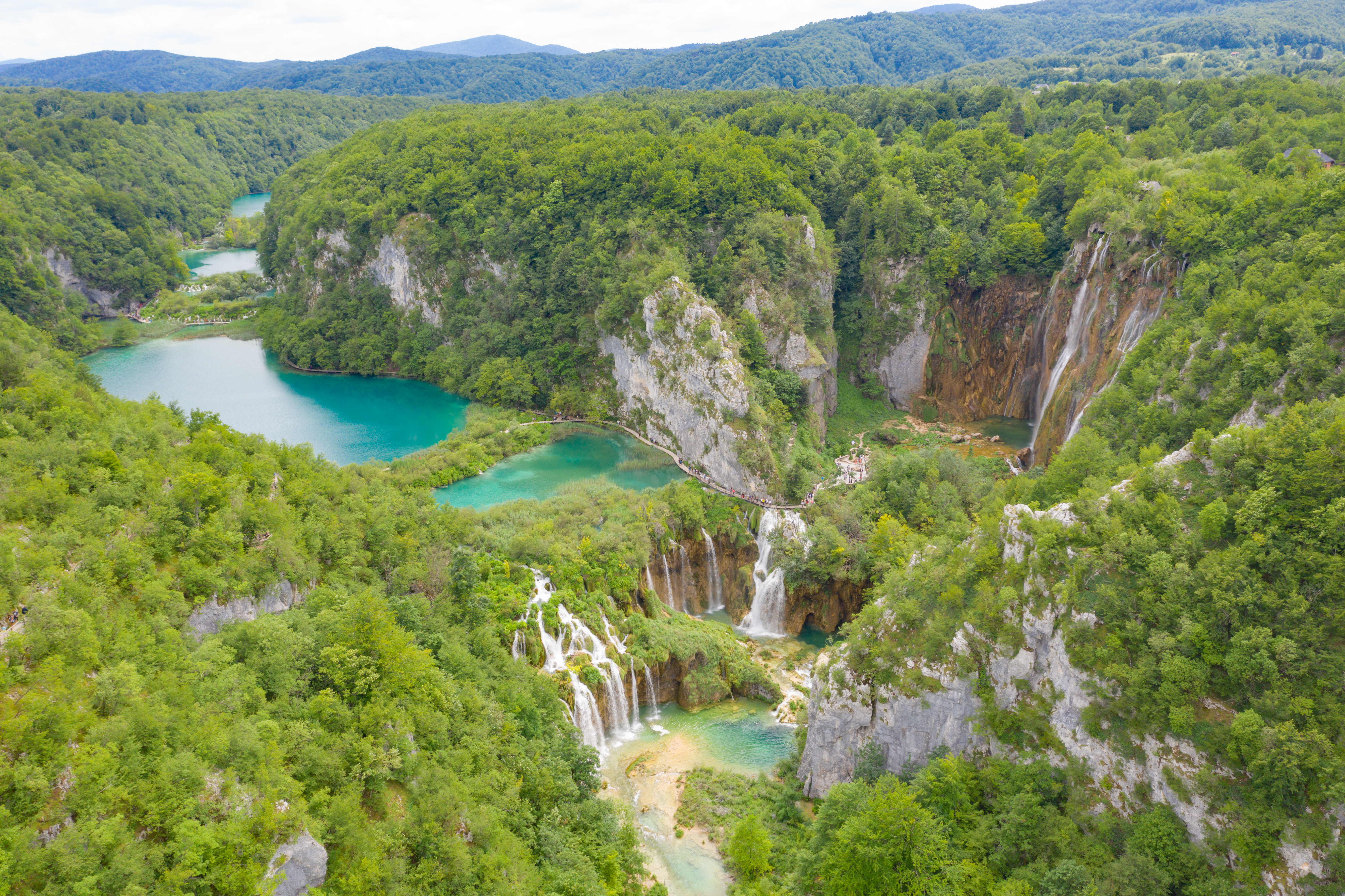
Plitvická jezera

- Korana (134 km)
- Bednja (133 km)

### Vodní plochy
Na území Chorvatska je málo přirozených jezer, ale vynikají světoznámá Plitvická jezera. Neméně zajímavá jsou i Bačinská jezera u města Ploče a největší přírodní Vranské jezero v blízkosti Biogradu (30,7 km²). Menší jezera jsou na planinách i ostrovech, ale většinou jsou nestálé a v letním období vysychají.
Rybníky se nacházejí zejména v severní, rovinaté části území, v okolí měst Slavonski Brod, Sišćani a Đakovo.
Největšími umělými jezery jsou Perućko jezero na Cetině, Varaždinsko jezero a Dubrava na Drávě, které zadržují vodu pro potřeby hydroelektráren.

## Územně správní rozdělení
Chorvatsko je rozděleno do 21 žup (chorvatsky županija), včetně samostatného území hlavního města Záhřeb. Každá župa má svůj vlastní sněm (chorvatsky županijska skupština), který volí vládu župy (župana a maximálně 12 podžupanů), schvaluje roční rozpočet, rozhoduje o majetku župy a podobně.

### Chorvatské župy

Chorvatské župy

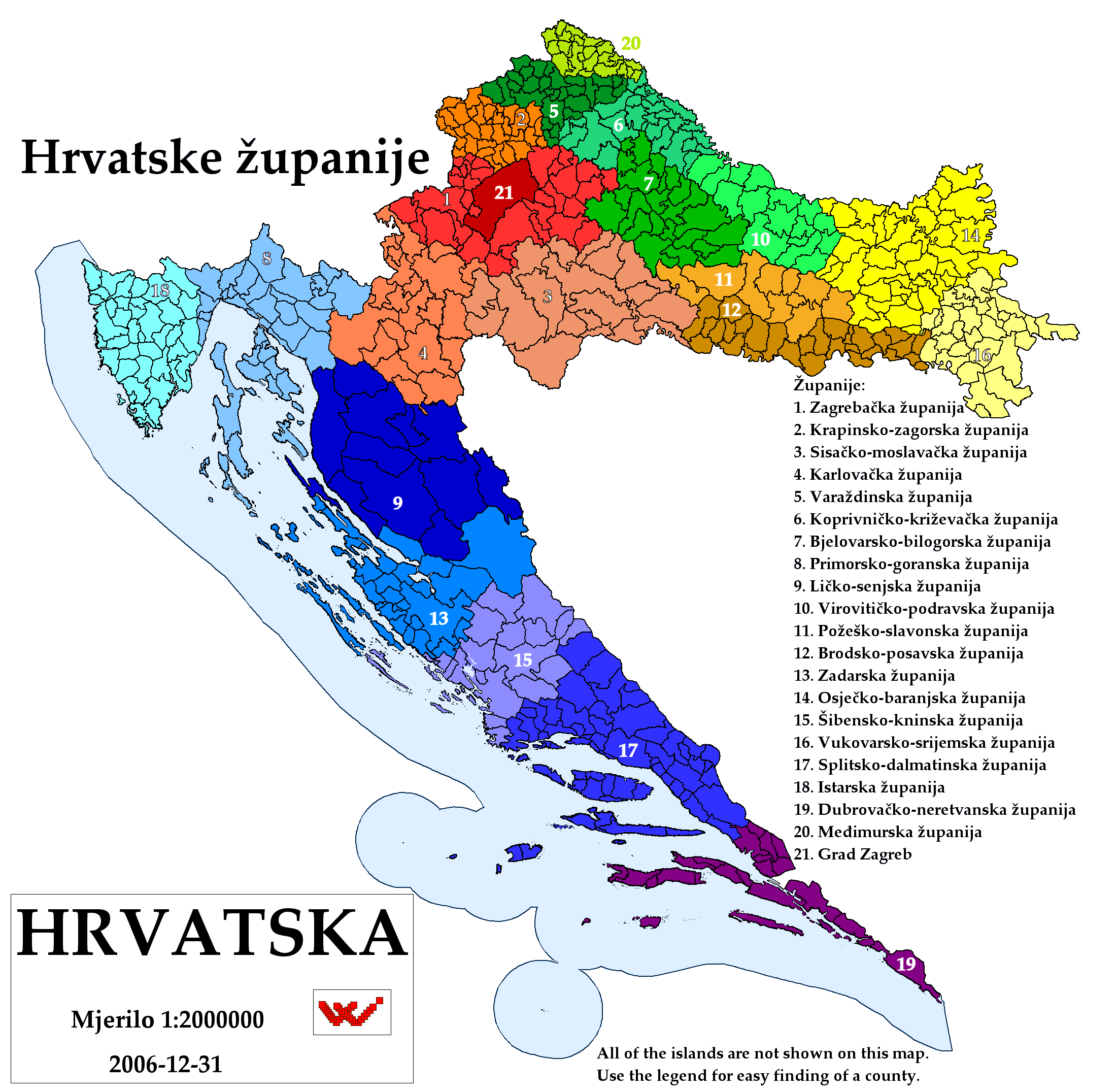
Chorvatské opčiny

Chorvatsko se dělí na těchto 20 žup:
- Bjelovarsko-bilogorská župa
- Brodsko-posávská župa
- Dubrovnicko-neretvanská župa
- Istrijská župa
- Karlovacká župa
- Koprivnicko-križevecká župa
- Krapinsko-zagorská župa
- Licko-senjská župa
- Mezimuřská župa
- Osijecko-baranjská župa
- Požežsko-slavonská župa
- Přímořsko-gorskokotarská župa
- Sisacko-moslavinská župa
- Splitsko-dalmatská župa
- Šibenicko-kninská župa
- Varaždinská župa
- Viroviticko-podrávská župa
- Vukovarsko-sremská župa
- Zadarská župa
- Záhřebská župa
- Hlavní město Záhřeb